# José de la Puente Radbill
José Carlos de la Puente Rabdill (Lima, 5 de junio de 1921 - Lima, 7 de marzo[cita requerida] de 2017), fue un diplomático y político peruano. Ingresó al Ministerio de Relaciones Exteriores el 15 de enero de 1945. Fue canciller del Perú entre el 16 de julio de 1976 y el 31 de enero de 1979.

## Biografía
Estudió Derecho en la Universidad Nacional Mayor de San Marcos. Ha realizado estudios de Letras en la Universidad de La Sorbona, de Ciencias Económicas en la Universidad de Pensilvania y en la Universidad de Georgetown; además ostenta un diploma de la Academia de Derecho Internacional de La Haya, Holanda.
Ingresó al servicio diplomático en 1949 como segundo secretario y siendo la embajada del Perú en Holanda su primer trabajo, fue promovido a primer secretario en 1953 y comenzó a desempeñarse en distintos departamentos de la cancillería peruana. Luego de haber participado en misiones en el extranjero, fue promovido a embajador el 14 de noviembre de 1967.
Ha sido Representante Permanente del Perú ante los Organismos Internacionales con Sede en Ginebra (1968) y embajador del Perú en la Unión de Repúblicas Socialistas Soviéticas (1971) y en Polonia (1971).
El 16 de julio de 1976 fue nombrado Ministro de Relaciones Exteriores del Perú por el presidente Francisco Morales Bermúdez; se desempeñó en el cargo hasta enero de 1979.
Fue Rector de la Academia Diplomática del Perú del 18 de agosto del 2004 hasta el 10 de agosto de 2006.

## Condecoraciones
- Oficial de la Orden Cruzeiro Do Sul, Brasil
- Oficial de la Real Orden de Orange Nassau, Holanda
- Oficial de la Orden del Cóndor de los Andes, Bolivia
- Orden el Sol del Perú en el Grado de Gran Cruz, Perú
- Orden al Mérito por servicios distinguidos en el grado de Gran Cruz, Perú
- Orden "Al Mérito José Gregorio Paz Soldán" en el Grado de Gran Cruz, Perú
- Gran Cruz de la Orden "Al Mérito", Chile